# شلومو زالمان أورباخ
شلومو زالمان أورباخ (بالعبرية: שלמה זלמן אוירבך‏) هو حاخام إسرائيلي، ولد في 30 يوليو 1910 في القدس في إسرائيل، وتوفي بنفس المكان في 19 فبراير 1995.